# Frank Mischke
Frank Mischke (* 19. Juni 1961) ist ein ehemaliger deutscher Fußballspieler.

## Spielerkarriere
Mischke spielte in der Jugend für den SC Staaken und die SV Blau-Weiß Spandau. Seine erste Station im Herrenbereich war Tennis Borussia. Mit TeBe spielte Mischke 1980/81 in der 2. Bundesliga Nord. Unter Anton Burghardt spielte er dort zunächst keine Rolle. Erst als Peter Eggert zur Rückrunde übernahm, kam Mischke zu ersten Einsätzen. Als Eggert dann durch Bernd Erdmann ersetzt wurde, konnte sich Mischke in der Startelf festspielen. Am Saisonende belegten die Borussen zwar den elften Platz, da die 2. Bundesliga zukünftig eingleisig spielen sollte, mussten sie dennoch absteigen.
Nach dem Abstieg wechselte Frank Mischke 1980 zum SC Charlottenburg in die drittklassige Amateur-Oberliga Berlin. 1981/82 belegte der SCC hinter TeBe und Hertha Zehlendorf dort den dritten Platz. Die folgende Saison dominierten die Charlottenburger und kassierten lediglich eine Niederlage gegen Hertha 03. Durch den Ligagewinn durfte der SC Charlottenburg an der Aufstiegsrunde teilnehmen, in der man zusammen mit Gruppensieger Rot-Weiß Oberhausen den Aufstieg in die 2. Bundesliga perfekt machen konnte. Unter Erdmann, der Mischke schon bei TeBe zum Stammspieler formte, und ab Dezember 1983 unter Slobodan Čendić brachte es der Abwehrspieler in der Spielzeit 1983/84 auch verletzungsbedingt auf nur 22 Ligaeinsätze. Am Ende der Saison mussten die vom späteren Nationaltorhüter Andreas Köpke angeführten Charlottenburger umgehend wieder absteigen. In der Stadtliga-Spielzeit 1984/85 konnte der SC Charlottenburg hinter TeBe den zweiten Platz belegen und qualifizierte sich dadurch für die Deutsche Amateurmeisterschaft 1985. Dort wurde in der ersten Runde der FC Augsburg ausgeschaltet. Im Halbfinale war DSC Wanne-Eickel dann aber zu stark. 1985/86 konnte Charlottenburg dann die Oberliga Berlin als Erster beenden und qualifizierte sich dadurch für die Aufstiegsrelegation. Dort verpasste man als Dritter hinter FC St. Pauli und Rot-Weiss Essen allerdings den anvisierten Aufstieg.
Daraufhin wechselte Frank Mischke für ein Jahr zurück zum Ligarivalen Tennis Borussia. TeBe beendete die Saison 1986/87 hinter dem Favoriten Hertha BSC auf dem zweiten Platz. Dadurch erwarben sich die Lila-Weißen die Starterlaubnis für die Deutsche Amateurmeisterschaft 1987, in der zunächst der 1. SC Göttingen 05 ausgeschaltet werden konnte. Im Halbfinale schied TeBe gegen den späteren Turniersieger MSV Duisburg aus.
Danach wechselte Mischke zu Hertha BSC. Nachdem Titelgewinn im Vorjahr konnten die Herthaner auch 1987/88 die Amateur-Oberliga für sich entscheiden. Unter Jürgen Sundermann kam Frank Mischke auf 29 Einsätze, womit er am häufigsten für Hertha auflief. Im Gegensatz zur Vorsaison setzte sich Hertha 1988 in der Aufstiegsrelegation zusammen mit Eintracht Braunschweig durch und kehrte in den Profifußball zurück. Auch in der Zweitliga-Spielzeit 1988/89 war Mischke mit 31 Einsätzen unter Sundermann und dessen Nachfolger Werner Fuchs unangefochtener Stammspieler und sorgte mit seinen Abwehrkollegen dafür, dass Hertha mit 44 Gegentreffern den viertbesten Wert der Liga aufweisen konnte. 1989/90 bestritt Mischke 35 von 38 Ligapartien und hatte großen Anteil daran, dass Hertha die 2. Liga gewinnen konnte und damit ins Oberhaus aufsteigen durfte. Dort konnte Hertha von Beginn an mit der Konkurrenz nicht mithalten und belegte vom zweiten Spieltag an den letzten Tabellenplatz. Auch für Mischke persönlich lief die Spielzeit nicht gut, so konnte er sich weder unter Fuchs, noch unter dessen Nachfolgern Pál Csernai, Peter Neururer und Karsten Heine einen Stammplatz erspielen. Daraufhin verließ Frank Mischke 1991 Hertha BSC und wechselte zu Tennis Borussia zurück, wo er seine Karriere 1992 beendete.

## Privates
Nach seiner aktiven Karriere bestritt Frank Mischke regelmäßig Spiele für die Traditionself von Hertha BSC.

## Erfolge
- Meister der 2. Bundesliga: 1990 (Hertha BSC)
- Berliner Meister: 1983, 1986 (SC Charlottenburg) und 1988 (Hertha BSC)
- Berliner Pokal-Sieger: 1983 und 1986 (SC Charlottenburg)